# Мы желаем счастья вам
«Мы желаем счастья вам!», также We Wish You Happiness! — четвёртый студийный альбом советской «Группа Стаса Намина». Альбом был записан в 1985 году. Впервые был издан ограниченным тиражом по заказу Всемирного совета мира.

## История создания
В начале 80-х «Группа Стаса Намина» в очередной раз пополнилась музыкантами: Юрий Горьков, Александр Малинин, Ян Яненков, Александр Миньков, Сергей Григорян, Александр Крюков и другие. А также эпизодически в «Цветах» играли многие другие музыканты.
В дни XII-го международного фестиваля молодёжи и студентов проходившего в Москве, Группе Стаса Намина удалось несколько раз выступить и получить право на запись своего нового двойного альбома с участием друзей по фестивалю — зарубежных музыкантов.

## Список композиций

### LP 1
| №  | Название                              | Текст песни                          | Музыка          | Английское название | Длительность |
| -- | ------------------------------------- | ------------------------------------ | --------------- | ------------------- | ------------ |
| 1. | «Мир на земле»                        | Harry Belafonte (перевод С. Намина)  | Гарри Белафонте | Peace on Earth      | 3:12         |
| 2. | «Мистер президент»                    | D. Gordon                            | D. Gordon       | Mr. President       | 4:32         |
| 3. | «Предвидение (посвящается М.Л.Кингу)» | D. Gordon                            | D. Gordon       | I Have a Vision     | 4:47         |
| 4. | «Держись»                             | С. Евтушенко (перевод D. Woollcombe) | C. Намин        | Hold on             | 4:20         |

| №  | Название                   | Текст песни     | Музыка      | Английское название         | Длительность |
| -- | -------------------------- | --------------- | ----------- | --------------------------- | ------------ |
| 5. | «Пустой орех»              | Ю. Кузнецов     | С. Намин    | Empty Nutshell              | 4:18         |
| 6. | «Ностальгия по настоящему» | А. Вознесенский | С. Намин    | Nostalgia                   | 6:36         |
| 7. | «Дразнилка»                | А. Шульгина     | В. Гаврилин | Teasing                     | 2:34         |
| 8. | «Зуммер»                   | А. Тарковский   | С. Намин    | Calling the Future (Zummer) | 4:27         |

### LP 2
| №   | Название           | Текст песни | Музыка   | Английское название       | Длительность |
| --- | ------------------ | ----------- | -------- | ------------------------- | ------------ |
| 9.  | «Европа»           | M. Varga    | M. Varga | Europe                    | 5:41         |
| 10. | «Древний сон»      | Ю. Кузнецов | С. Намин | Ancient Dream             | 4:36         |
| 11. | «Когда я не плачу» | Ю. Кузнецов | С. Намин | When I’m Past Crying      | 2:16         |
| 12. | «Ноябрьский снег»  | А. Битов    | С. Намин | November Snow             | 3:54         |
| 13. | «Однажды ночью»    | Д. Самойлов | С. Намин | Walking through the Night | 2:25         |

| №   | Название                 | Текст песни                                         | Музыка        | Английское название    | Длительность |
| --- | ------------------------ | --------------------------------------------------- | ------------- | ---------------------- | ------------ |
| 14. | «Бойня»                  | М. Теодоракис                                       | М. Теодоракис | The Slaughter House    | 3:33         |
| 15. | «О любви и мире»         | J. Drejaques (перевод А. Вознесенского)             | М. Легран     | Of Love and Peace      | 4:06         |
| 16. | «Дружная песня»          | Н. Добронравов (перевод D. Woollcombe & S. Riffkin) | А. Пахмутова  | Song of Friendship     | 3:25         |
| 17. | «Ещё не всё»             | Е. Евтушенко                                        | С. Намин      | It’s Not too Late      | 3:15         |
| 18. | «Мы желаем счастья вам!» | И. Шаферан (перевод D. Woollcombe & S. Riffkin)     | С. Намин      | We Wish You Happiness! | 3:23         |

## Участники записи

### Группа Стаса Намина
- Александр Лосев — соло вокал(1-3,5,6,9,10,12,16-18)
- Юрий Горьков — бас-гитара, бэк-вокал
- Александр Малинин — акустическая гитара, соло вокал(8,11)
- Ян Яненков — соло гитара, бэк-вокал
- Стас Намин — соло гитара, бэк-вокал
- Александр Солич — ф-но, бас-гитара, соло вокал(13)

### Сессионные музыканты
- Детский Хор «Peace Child» п/у Д. Вулкомба (США) (1,2,6,16,18)
- Детский Хор ГОСТЕЛЕРАДИО п/у В. Попова (СССР) (1,16,18)
- Дин Рид — соло вокал (США) (1)
- Боб Энди — соло вокал (Ямайка) (1)
- Гуэн Росс — соло вокал (США) (3)
- Бисер Киров — соло вокал (Болгария) (4)
- Вацлав Нецкарж — соло вокал (ЧССР) (4)
- Лей Алоха Моэ — соло вокал (Гавайские острова) (4,14)
- Стив Рифкин — ф-но (США) (3)
- Государственная Республиканская Академическая Русская Хоровая Капелла им. А. А. Юрлова (СССР) (7)
- Билли Кросс — соло гитара (США) (14)
- Sockerne Band — вокал (Швеция) (14)
- Strube Band — вокал (Дания) (14)
- Генрих Струбе — соло вокал (Дания) (14)
- Мишель Легран — соло вокал, ф-но (Франция) (15)
- Людмила Сенчина — соло вокал (СССР) (15)
- Татьяна Анциферова — подпевки (18)[3]

- Аранжировки группы С. Намина
- Аранжировки струнной группы В. Белоусова (3,6-8,12,15,17,18)
- Звукорежиссёр — С. Теплов